# Chelonus

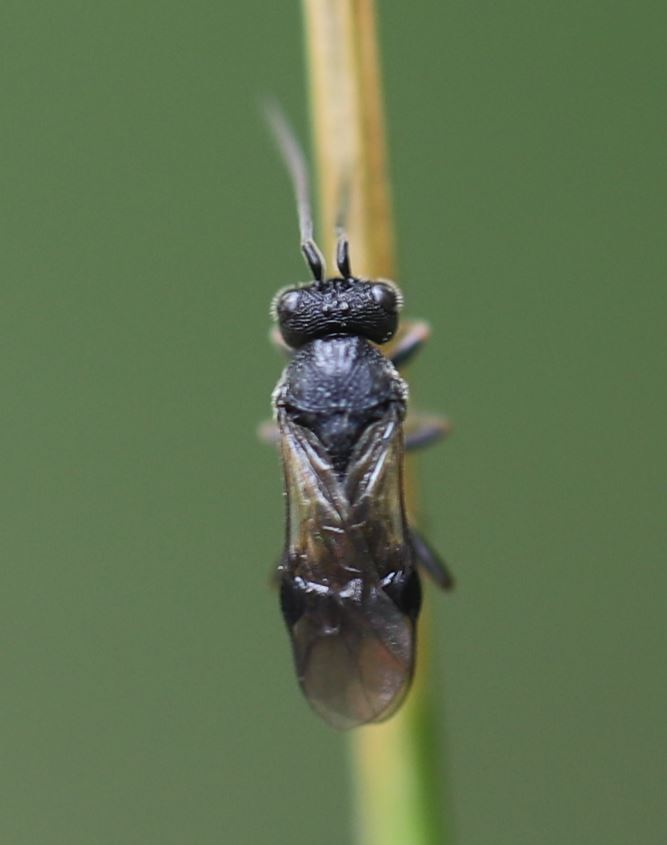
Chelonus cf. scabrator, Dorsalansicht

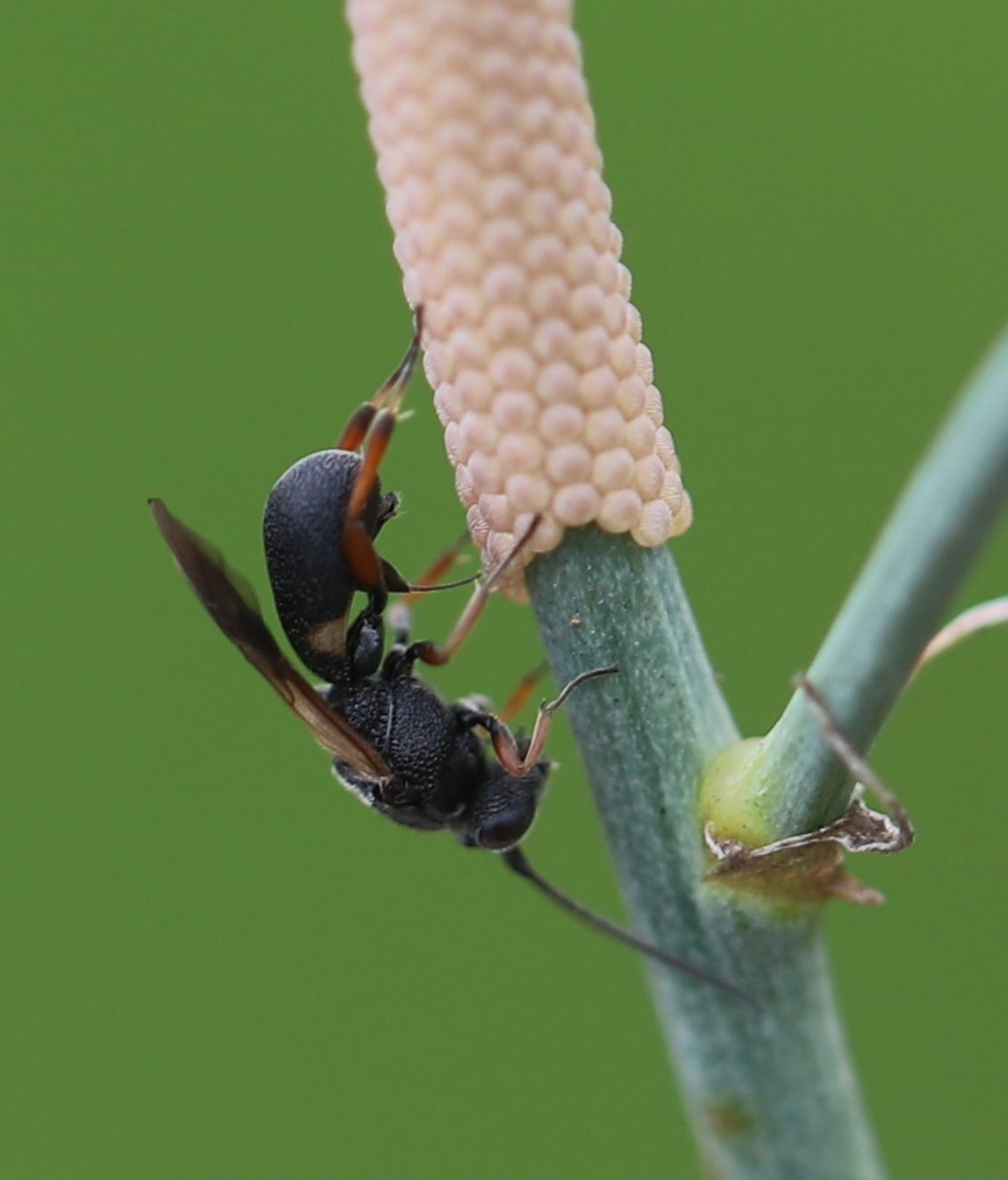
Eiablage an einem Eigelege der Hausmutter

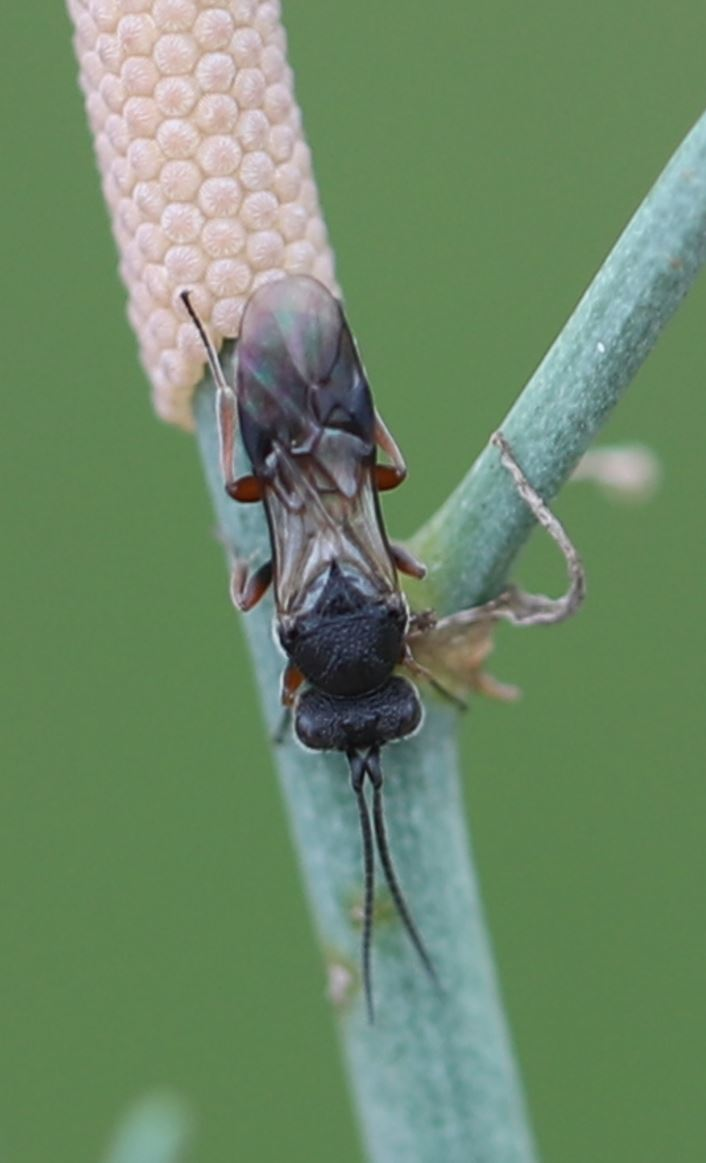
Chelonus sp., Dorsalansicht

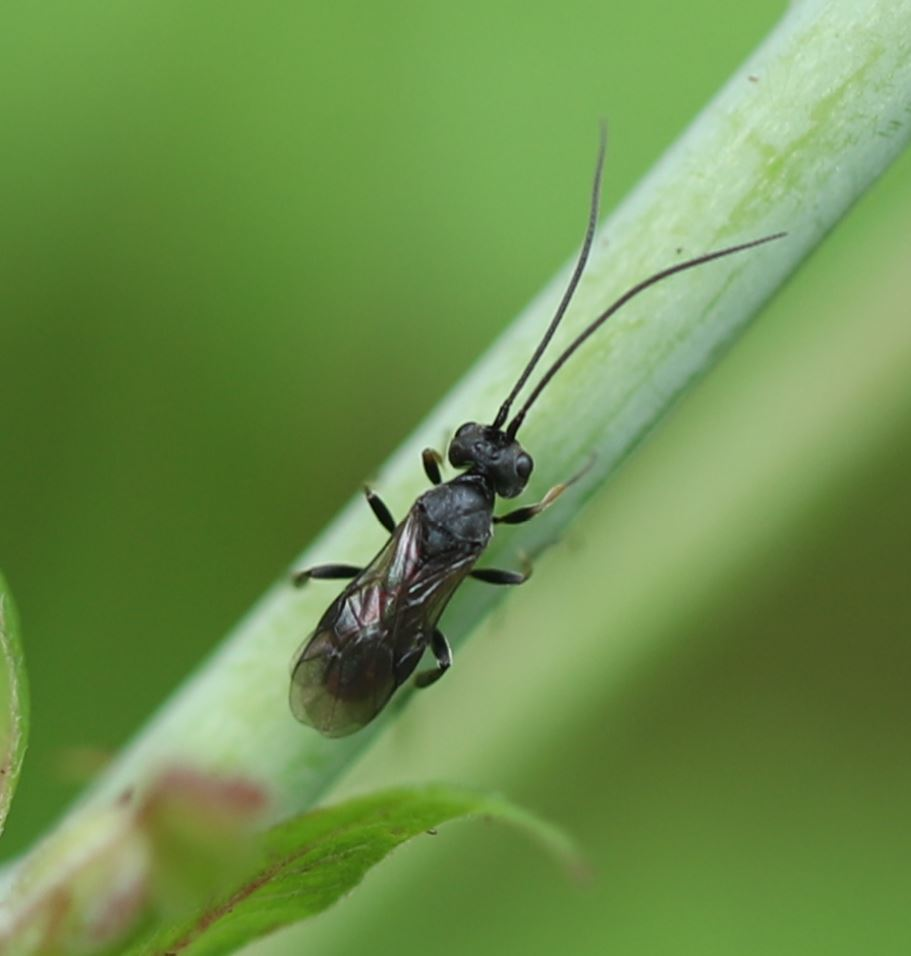
Chelonus-Art in Südwest-Deutschland

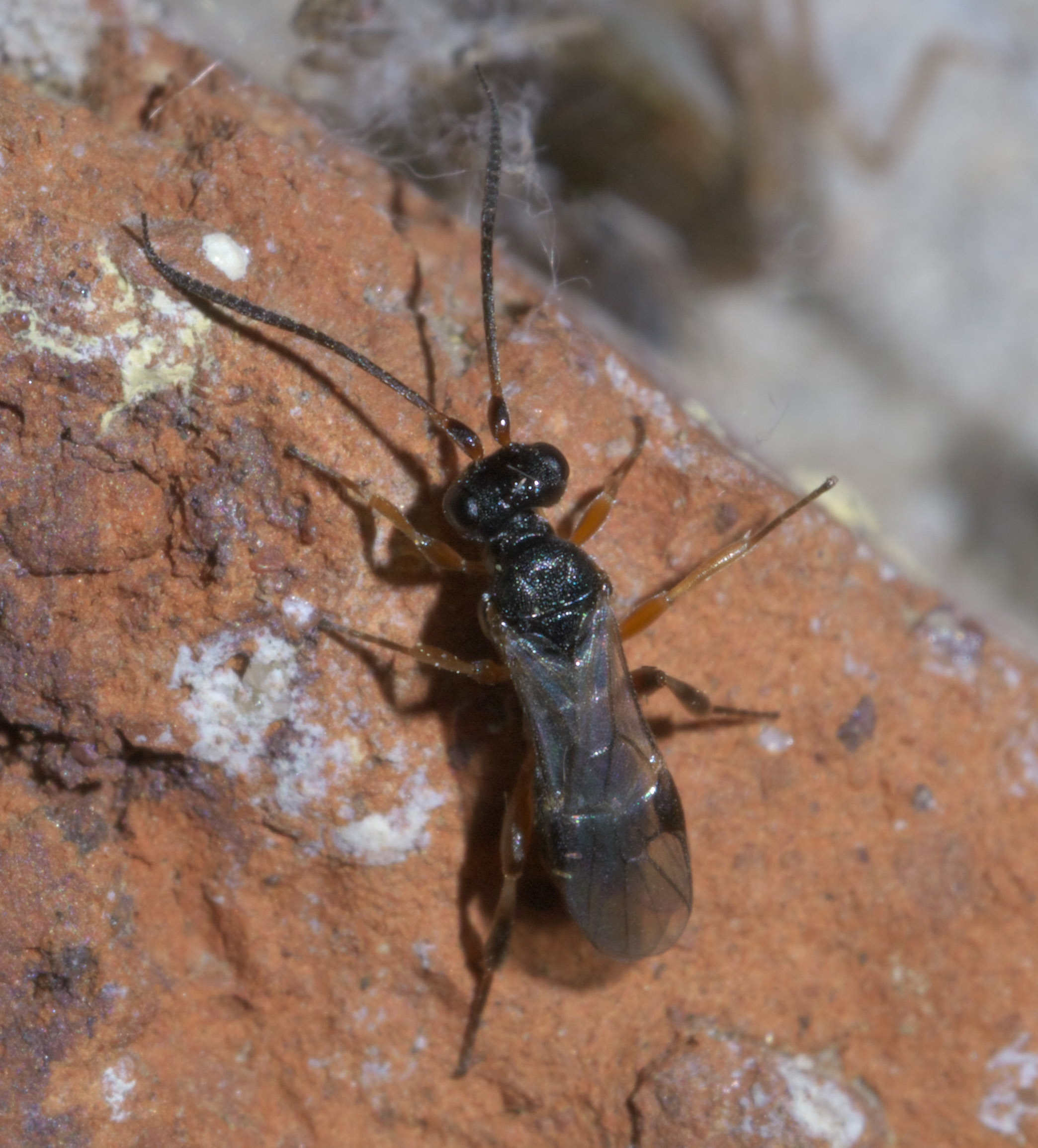
Chelonus-Art in Nordamerika

Chelonus ist eine Gattung aus der Unterfamilie Cheloninae innerhalb der Familie der Brackwespen (Braconidae).

## Merkmale
Die Brackwespen erreichen eine Körperlänge von etwa 5–10 mm. Die Facettenaugen sind behaart, der Clypeus gewöhnlich ohne Zähnchen. Der Thorax ist gewölbt. Die Hinterleibsschale ist von konvexer Gestalt mit zum Hinterleib gebogenen Rändern. Die Hinterleibsschale erscheint als ein Stück und weist lediglich angedeutete Nahtrillen auf. Die Vorderflügel besitzen ein großes dunkles Pterostigma. Die Vorder- und Hinterflügel der Brackwespen weisen eine charakteristische Aderung auf.  

## Verbreitung
Die Brackwespengattung ist weltweit verbreitet. In der Nearktis kommen ungefähr 139 Arten vor, in Europa etwa 191 Arten, in Afrika 36 Arten.

## Lebensweise
Die Brackwespen sind offenbar hitze- und trockenheitsresistent. Man beobachtet sie meist in den Monaten Juni und Juli. Man findet sie häufig in offenen Graslandschaften, aber auch in anderen Lebensräumen, wo sich ihre Wirtstiere aufhalten. Die Brackwespen sind solitäre koinobionte Ei-Larven-Endoparasitoide von Schmetterlingen, insbesondere die der Überfamilien Tortricoidea und Pyraloidea. Diese beinhalten die Schmetterlingsfamilien der Wickler und Zünsler. Deren Raupen entwickeln sich gewöhnlich verborgen in den Stängeln, Blütenköpfen und anderen Pflanzenteilen, aber auch in gewickelten Blättern und zusammengesponnenen Blättern. Das Brackwespen-Weibchen sticht ein Ei in das Wirtsei. Sie injiziert dabei gewöhnlich neben dem Ei noch Bracoviren, welche die Immunabwehr des Wirtes schwächen und die Weiterentwicklung des Wirtes beeinflussen. Aus dem Wirtsei schlüpft die Wirtslarve. In dieser befindet sich das Brackwespenei, aus welchem später die Brackwespenlarve schlüpft. Diese ernährt sich von dem Inneren ihres Wirtes. Dieser wird erst zu einem späteren Zeitpunkt getötet.

## Systematik
Es werden die Untergattungen Chelonus und Microchelonus unterschieden. Weitere Arten sind ohne Untergattungszuordnung. 
Die Vertreter der Untergattung Microchelonus weisen maximal 16 Fühlerglieder auf, während die Vertreter der Untergattung Chelonus mindestens 17 Fühlerglieder besitzen.

## Arten (Auswahl)
- Chelonus inanitus, in Europa weit verbreitet und häufig